# Anaskopora parkeri
Anaskopora parkeri är en mossdjursart som beskrevs av Arnold och Cook 1997. Anaskopora parkeri ingår i släktet Anaskopora och familjen Cribrilinidae. Inga underarter finns listade i Catalogue of Life.